# Raimundo de Andrade
Raimundo de Araújo Andrade (Sobral, 9 de outubro de 1912 – Cachoeiro de Itapemirim, 11 de outubro de 1970) foi um bancário e político brasileiro que foi deputado federal pelo Espírito Santo.

## Dados biográficos
Filho de José Gomes de Andrade e Idalina Laura de Andrade. Graduado pela Escola Técnica de Comércio de Belém, tornou-se funcionário do Banco do Brasil e logo depois migrou para Cachoeiro de Itapemirim. Na referida cidade fundou o Centro Integrado de Atividades Culturais Raimundo de Andrade e em 1958 foi eleito prefeito do município.
Eleito deputado federal pelo PTN em 1962, migrou para a ARENA quando o Regime Militar de 1964 instituiu o bipartidarismo via Ato Institucional Número Dois e foi reeleito em 1966. Ao falecer ocupava uma suplência de secretário junto à mesa diretora da Câmara dos Deputados e buscava mais uma reeleição. Sua morte ocasionou a efetivação de Elcio Alvares.
Seu filho, Tasso Andrade, também fez carreira na política capixaba.